# Daniel Fontaine
Daniel Fontaine (* 2. Juli 1989 in Saarlouis) ist ein ehemaliger deutscher Handballspieler. Er spielte zuletzt in der 2. Bundesliga für die HSG Nordhorn-Lingen.
Er ist angehender Polizist in Göppingen.
Daniel Fontaine begann das Handballspielen 1994 bei der HG Saarlouis. 2008 wurde er zum Handballer des Jahres 2008 im Handball-Verband Saar gewählt.
Fontaine wechselte im Sommer 2012 zum Bundesligisten Frisch Auf Göppingen. Göppingen und Saarlouis hatten zudem für die Saison 2012/13 ein Zweifachspielrecht vereinbart, sodass Fontaine für beide Klubs auflief. Mit Göppingen gewann er 2016 und 2017 den EHF-Pokal. Im Sommer 2018 wechselte er zum Bergischen HC. Im Sommer 2021 schloss er sich der HSG Nordhorn-Lingen an. Nach der Saison 2021/22 beendete er seine Karriere.

## Bundesligabilanz
| Saison    | Verein               | Spielklasse | Spiele | Tore | 7-Meter | Feldtore |
| --------- | -------------------- | ----------- | ------ | ---- | ------- | -------- |
| 2012/13   | Frisch Auf Göppingen | Bundesliga  | 15     | 24   | 1       | 23       |
| 2013/14   | Frisch Auf Göppingen | Bundesliga  | 33     | 74   | 0       | 74       |
| 2012–2014 | gesamt               | Bundesliga  | 48     | 98   | 1       | 97       |